# 豬膚湯
豬膚湯，出自《傷寒雜病論》。

## 主治
少陰病，下利、咽痛、胸滿、心煩者。

## 附註
1. ↑  白粉、白蜜原方未寫，但從製法得知